# Austrocosmoecus hirsutus
Austrocosmoecus hirsutus là một loài Trichoptera trong họ Limnephilidae. Chúng phân bố ở vùng Tân nhiệt đới.